# Art dramàtic
Art dramàtic són uns estudis de règim especial que als Països Catalans es poden estudiar a Barcelona, València, Terrassa, Palma i Vic. La seua duració és quatre anys i equivalen a una llicenciatura universitària (grau segons el pla Bolonya).